# The Selfish Gene

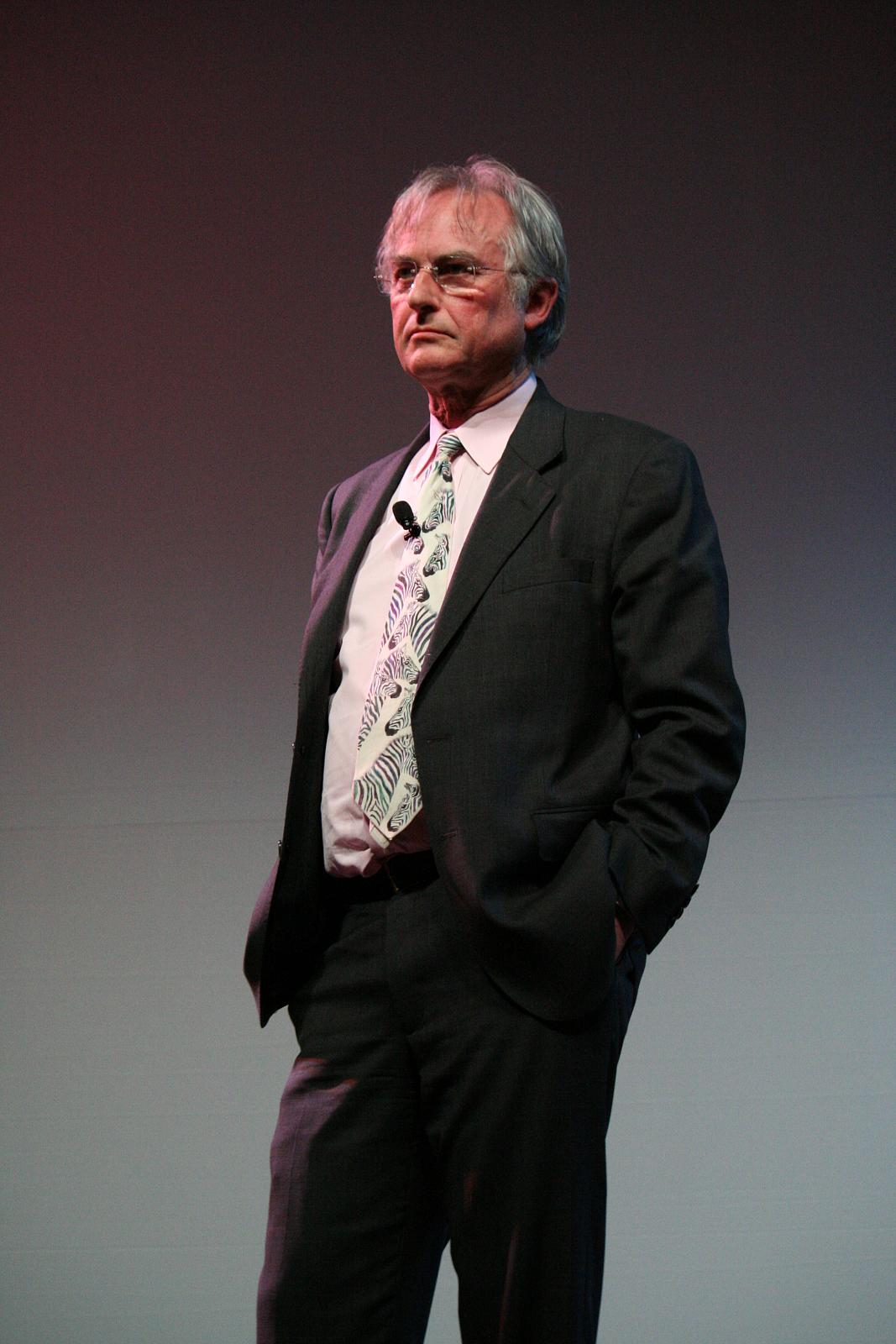
Richard Dawkins

The Selfish Gene (Nederlands: De zelfzuchtige genen, Onze zelfzuchtige genen of Het zelfzuchtige erfdeel) is een boek uit 1976 van de Britse bioloog Richard Dawkins.

## Geschiedenis
Dawkins werd oorspronkelijk geïnspireerd door een artikel van William Donald Hamilton uit 1966, maar haakte af en bracht twee jaar in de Verenigde Staten door waar hij zich aansloot bij de anti-Vietnamoorlogbeweging, tot hij in 1970 naar Groot-Brittannië terugkeerde. Daar richtte Dawkins zich aanvankelijk op computerwerk, maar door voortdurende stakingen en stroomstoringen werd dat onderbroken, en toen besloot hij eindelijk te gaan schrijven (op typmachine) over de ideeën over het belang van genen bij natuurlijke selectie die hem in die jaren steeds hadden beziggehouden; begin jaren 70 ontstonden zo de eerste twee hoofdstukken van wat The Selfish Gene zou worden. Toen de elektriciteit weer was hersteld, liet Dawkins het project tijdelijk liggen, totdat andere biologen zoals John Maynard Smith en Robert Trivers in 1971-'74 ook artikelen begonnen te publiceren over altruïsme en genen, die door Dawkins werden gelezen en hem aanzetten tot verder schrijven.
In 1975 werd het manuscript voltooid, en ten slotte werd The Selfish Gene in 1976 uitgegeven door de Oxford University Press, met een inleiding van de auteur en een voorwoord van Trivers. Een tweede editie werd in 1989 gepubliceerd, met twee extra hoofdstukken en veel nieuwe voetnoten om nieuwe gedachten en ontdekkingen uit te drukken, en een nieuw voorwoord door de auteur, zonder het voorwoord van Trivers. Het boek is in 2006 opnieuw uitgebracht met een uitgebreide nieuwe inleiding van de auteur, met de oude twee inleidingen en het oorspronkelijke voorwoord van Trivers. Van de Engelstalige versie van het boek zijn wereldwijd meer dan een miljoen exemplaren verkocht.
Een Nederlandse vertaling, door Henny Scheepmaker, verscheen in 1977 bij A.W. Bruna Uitgevers onder de titel Het zelfzuchtig erfdeel. De volgende drukken kwamen uit bij Uitgeverij Contact als De zelfzuchtige genen: over evolutie, agressie en eigenbelang (1986); Pandora bracht het in 1995 uit onder de titel Onze zelfzuchtige genen; de heruitgave van Olympus non-fictie uit 2006 had een gewijzigde ondertitel: De zelfzuchtige genen: over evolutie, eigenbelang en altruïsme.

## Inhoud
In het boek wordt door Dawkins ingegaan op de gevolgen die de evolutietheorie heeft gehad op onze visie op een van de belangrijkste aspecten van het menselijk maatschappelijk leven: de biologie van de zelfzucht en het altruïsme. Hij concludeert uiteindelijk dat het bij de evolutie gaat om het gen, en niet zoals daarvoor wel werd aangenomen, om het welzijn van het individu of de soort. Een gen is alleen succesvol als het in aantal toeneemt ten opzichte van zijn allelen in de populatie.
Alles hangt uitsluitend daarvan af. In redelijke wezens zouden we dat zelfzuchtig noemen, vandaar de titel van het boek. Dit woord is, op genen toegepast, een technische term: uiteraard kent Dawkins aan genen geen emoties, wil of andere karaktereigenschappen toe. Door het gen te kiezen als de meest elementaire eenheid waarop selectie plaatsvindt, en het individu te beschouwen als slechts een drager ('vehicle') van genen, kunnen ook situaties worden begrepen waarbij in de natuur altruïstisch gedrag van individuen wordt gezien, zoals de honingbij die zich opoffert voor de kolonie. Dit probleem te begrijpen vanuit het gezichtspunt van het individu is wel mogelijk, (en werd bijvoorbeeld gedaan door W.D. Hamilton, een van de biologen die Dawkins inspireerden tot zijn visie) maar door het gen centraal te stellen wordt alles makkelijker inzichtelijk, zoals het eenvoudiger is om het zonnestelsel te visualiseren als planeten die om de zon draaien dan met allerlei ingewikkelde banen die moeten worden geconstrueerd als men de aarde als het middelpunt kiest.
Het idee van het gen als centraal element waarop wordt geselecteerd werd door Dawkins verder uitgewerkt in wat hij zelf als zijn belangrijkste werk beschouwt, "The Extended Phenotype". Uitgaan van de groep of zelfs de soort, dat wil zeggen de hele verzameling individuen van een soort als de eenheid waarop wordt geselecteerd, leidt daarentegen onmiddellijk tot contradicties en is aantoonbaar onjuist. Toch wordt deze misvatting nog in veel schoolboeken en populaire tv-programma's uitgedragen en zelfs de Nobelprijswinnaar Konrad Lorenz maakte zich er weleens schuldig aan.

## Samenvatting
Dawkins wil niet psychologiseren over of altruïsme eigenlijk ingegeven wordt door zelfzucht (en wellicht ook nog andersom), maar probeert aan de hand van de biologie op het niveau van het gen de ontwikkeling van deze eigenschappen bij organismen te verklaren.
Ook toont hij aan dat het bij de natuurlijke selectie, zoals de evolutietheorie van Charles Darwin, niet gaat om het welzijn van de soort (of de groep), maar dat het uiteindelijk het gen is dat middels "overlevingsapparaten" in alle organismen, zijn eigenschappen doorgeeft. Hierbij is overigens samenwerking met andere genen geen beletsel, maar zelfs meestal een voorwaarde. Een gen bevat maar een klein deel van het totale ontwerpplan voor een complex organisme; kleur van de vacht zit in een ander gen, de structuur van de botten weer in een ander, om maar wat te noemen.
Genen zijn de "bouwblokken" en bevatten het ontwerpplan, of delen van het ontwerpplan, van een organisme en dat is het enige dat doorgegeven wordt van generatie tot generatie. Het gen, dat het beste "overlevingsapparaat" bouwt, overleeft. Zo gezien zijn genen in concurrentie met andere genen die dezelfde functies op een andere manier vervullen (allelen). Dit bedoelt Dawkins met het zelfzuchtig zijn van genen. Die genen, die het beste overlevingsapparaat kunnen bouwen, zullen lang genoeg leven om hun eigenschappen aan opvolgende generaties door te kunnen geven en zo het heelal veroveren.
Het woord 'gen' wordt in het boek ruim geïnterpreteerd, niet als een stuk DNA dat codeert voor 1 bepaald eiwit, maar in ruimere zin, als 'die genetische informatie die tot een bepaald kenmerk of gedrag leidt, desnoods via talloze tussenstappen'. Niet het kale 'gen' maar een totaalpakketje van 'genen' derhalve. In die zin is de Nederlandse titel een betere samenvatting van het boek.
Hoewel genen als egoïstisch beschouwd kunnen worden, wil het niet zeggen dat het organisme (het overlevingsapparaat) dat op basis van veel samenwerkende genen gebouwd kan zijn, noodzakelijkerwijs egoïstisch is. Daarmee geeft Dawkins' gedachtegang ook ruimte voor het bestaan van altruïsme, zoals dat bij verschillende diersoorten en bij mensen geobserveerd kan worden.
Een voorbeeld hiervan is de aap die de kolonie waarschuwt dat er een roofdier in de buurt is en daarmee de aandacht van de rover op zichzelf vestigt. Het valt niet moeilijk in te zien dat hiermee de kolonie de meeste kans op overleven heeft en de genen, waarop de eigenschappen van de overlevingsapparaten, c.q. de leden van de apenkolonie, berusten, zullen overleven en hun eigenschappen zullen doorgeven, inclusief het gen dat het vermogen om te waarschuwen bevat. Hieruit valt af te leiden dat het voor een aap alleen relevant is dergelijk gedrag te vertonen als de genen die tot dat gedrag leiden ook in de groep voorkomen, met andere woorden als het om naaste familie gaat. Voor een niet-verwante groep zal de selectiedruk (de waarschuwende aap heeft wat meer kans gepakt te worden) tegen dergelijk 'altruïstisch' gedrag werken. Altruïsme treedt vaker op bij groepen met een (zeer) nauwe genetische verwantschap: werksterbijen in een korf zijn zelfs voor minstens 75% onderling genetisch aan elkaar gelijk.

## Voorwoord van de auteur bij de derde druk in 2006
Hoewel de auteur constateert dat hij dertig jaar later weinig hoeft te wijzigen in de inhoud van de eerste druk, speelt hij wel met een nieuwe titel. Hij komt tot de titel: 'Samenwerkende genen'. En daarmee belicht hij toch wel een heel ander facet van het zelfzuchtige gen. Een tweede alternatieve titel zou kunnen zijn: 'Onsterfelijke genen'.